# Gallvik
Gallvik är en bebyggelse vid sydöstra stranden av Mjörn i Stora Lundby socken i Lerums kommun. Från 2015 avgränsar SCB här en småort.